# 織田信尹
織田 信尹（おだ のぶただ）は、江戸時代中期の旗本。通称は万次郎、藤九郎。

## 略歴
旗本織田長喬の三男として誕生した。
元文4年（1739年）6月29日、書院番に加えられる。宝暦元年（1751年）、家督を相続する。
明和8年（1771年）7月23日死去、享年60。

## 系譜
信尹には3男2女あり。
- 父：織田長喬
- 母：遠藤信澄娘
- 正室：東条本暠の娘
- 生母不明の子女
  - 長男：織田信之
  - 次男：大河内政喬 - 大河内政品養子
  - 三男：大河内政義 - 大河内政喬養子
  - 女子
  - 女子